# Zignoëlla dealbata
Zignoëlla dealbata är en svampart som först beskrevs av Mordecai Cubitt Cooke, och fick sitt nu gällande namn av Pier Andrea Saccardo 1887. Zignoëlla dealbata ingår i släktet Zignoëlla och familjen Chaetosphaeriaceae.   Inga underarter finns listade i Catalogue of Life.